# Sabatinca aenea
Sabatinca aenea là một loài bướm đêm thuộc họ Micropterigidae. Nó được Hudson miêu tả năm 1923. Nó được tìm thấy ở New Zealand.